# 麦門冬湯
麦門冬湯（ばくもんどうとう）は、漢方薬の1つ。出典は『金匱要略』。喉を潤し咳をしずめる効果があり、痰の少ない乾咳に用いる。主薬が麦門冬であることから、麦門冬湯と名付けられた。

## 構成生薬

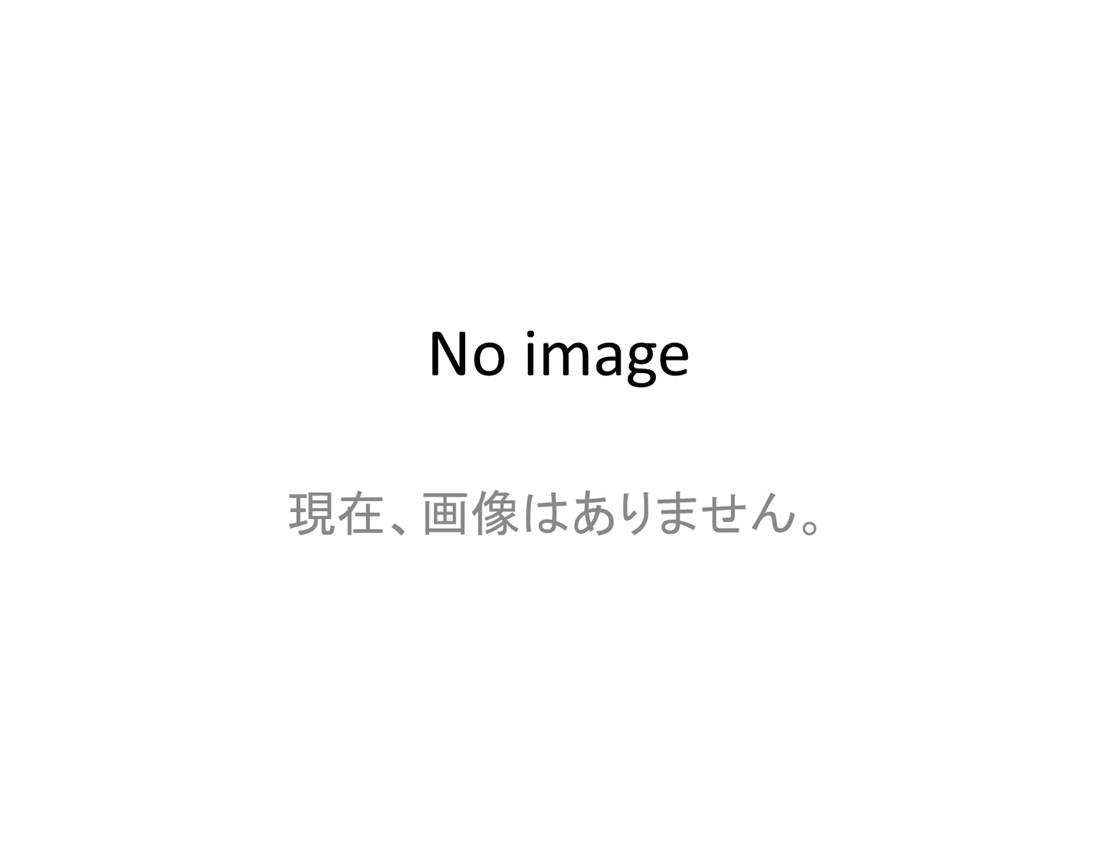
麦門冬
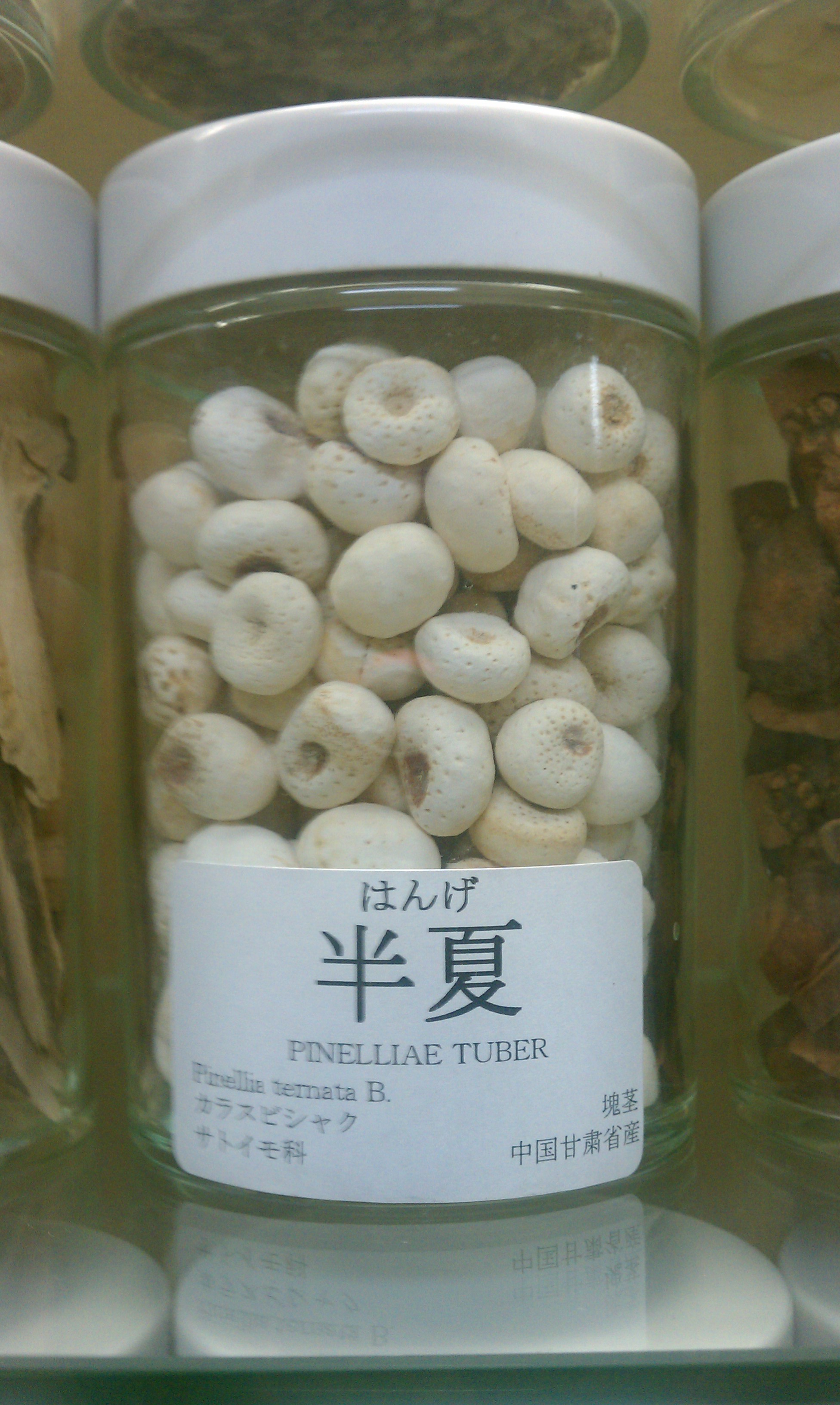
半夏
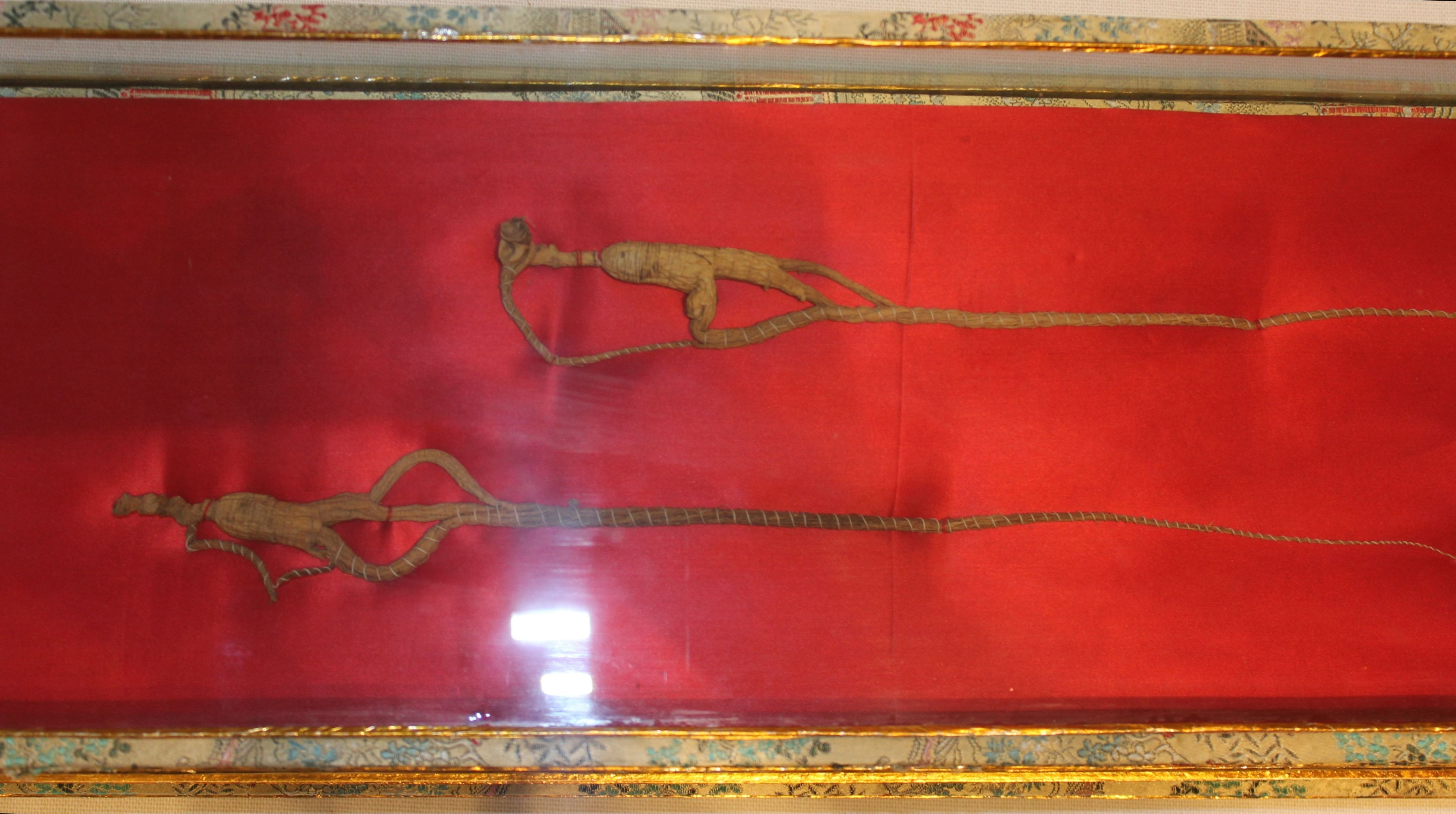
人参
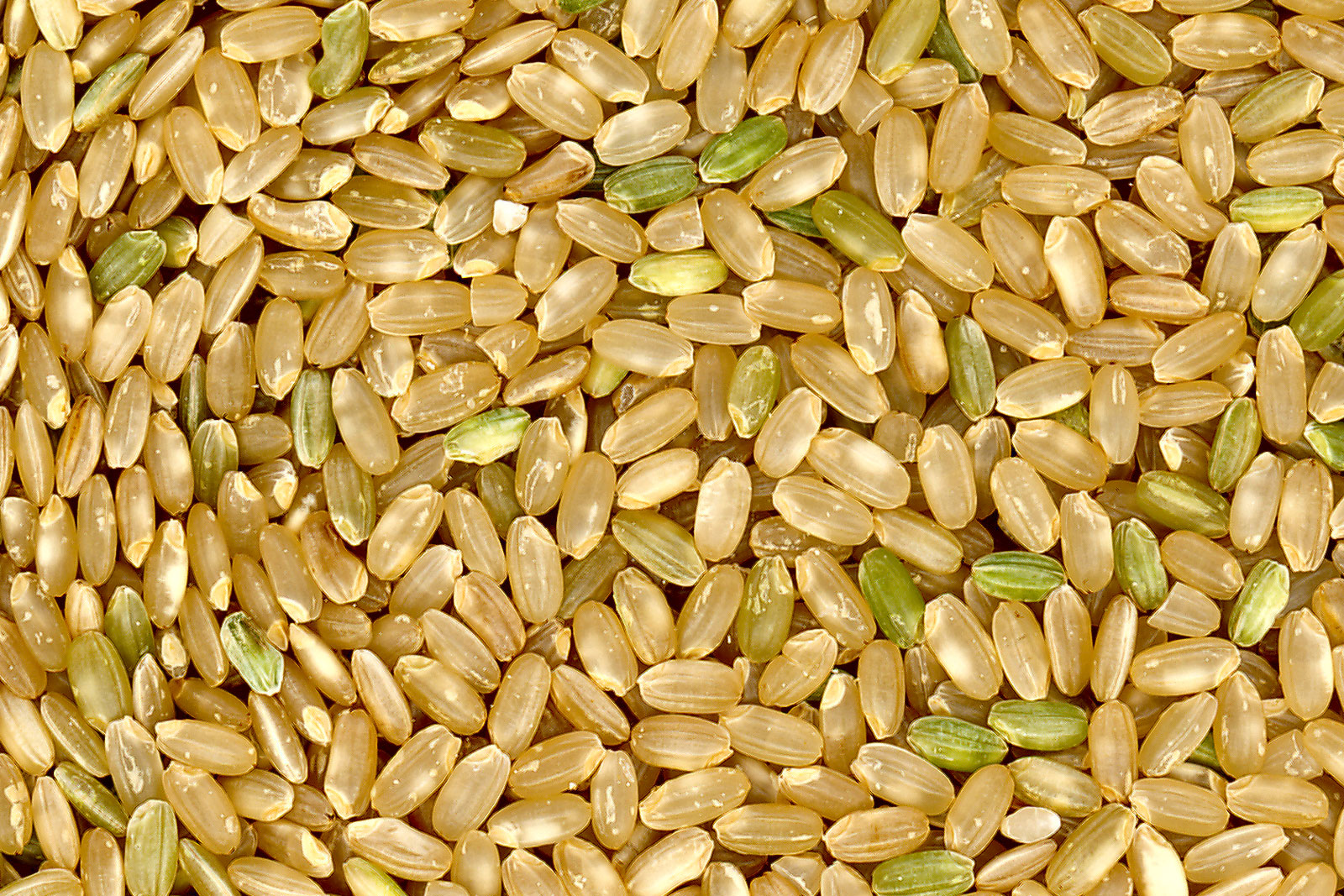
粳米
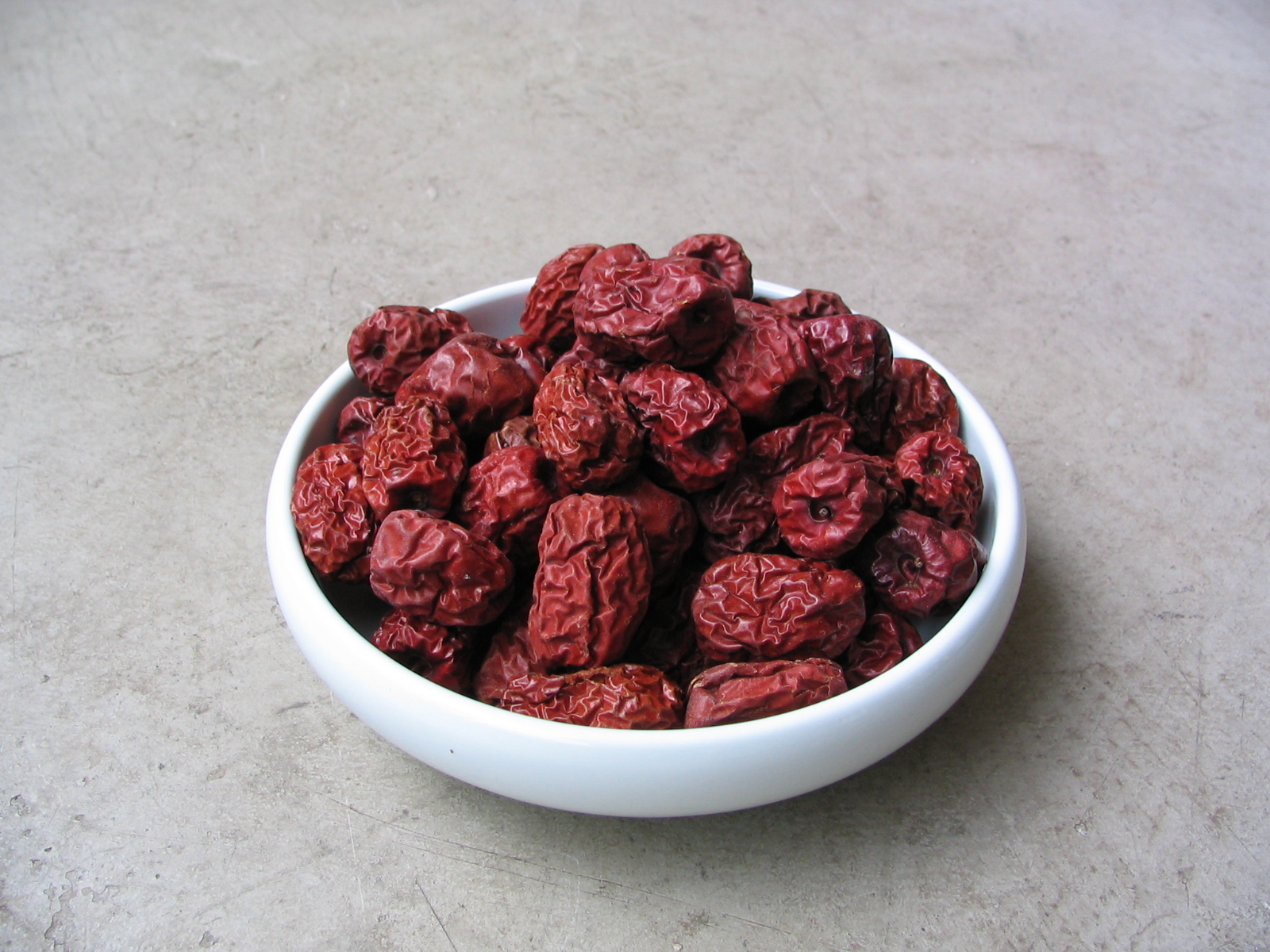
大棗
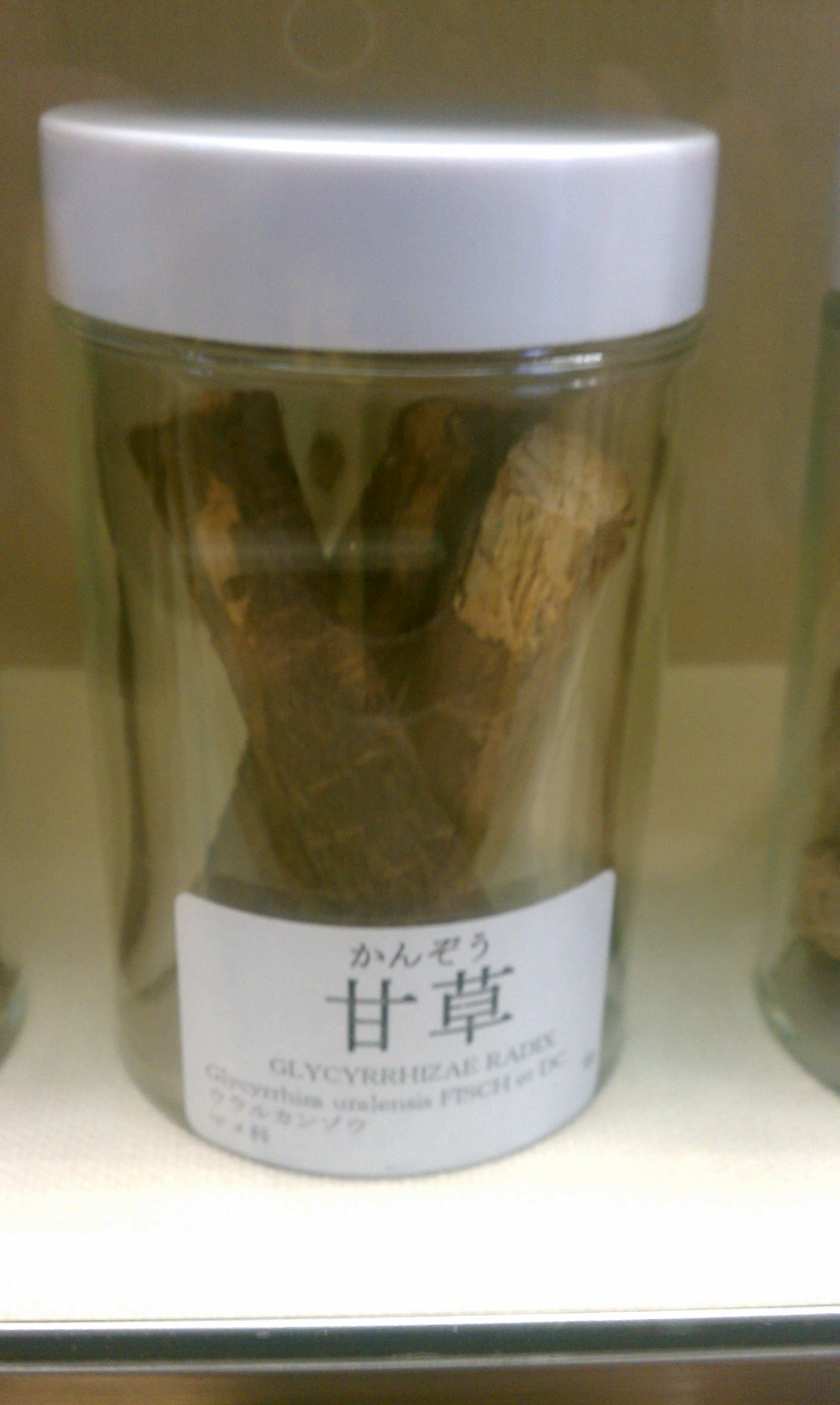
甘草

- 麦門冬
- 半夏
- 人参
- 粳米
- 大棗
- 甘草

## 適応
- 風邪症候群、気管支炎 - せき込み・痰の少ないものに対して[1]。
- 肺結核、気管支拡張症。
- 慢性胃炎、萎縮性胃炎、熱病の回復期などで、肺胃の気陰両虚を呈するもの。

## 関連文献
- 宮田健「和漢薬理35年 -薬能の裏付けを求めて-」『日本東洋医学雑誌』第49巻第2号、日本東洋医学会、1998年、177-202頁、doi:10.3937/kampomed.49.177。